# بوسنفا
بوسنفا (به مجاری:  Bőszénfa) یک منطقهٔ مسکونی در مجارستان است که در ناحیه کاپوشوار واقع شده‌است. بوسنفا ۴۲٫۹۵ کیلومتر مربع مساحت و ۵۱۹ نفر جمعیت دارد.